# Ottokar IV de Styrie
Pour les articles homonymes, voir Ottokar.
Ottokar IV, né en 1163 et mort le 8 mai 1192, devient margrave de Styrie à la mort de son père Ottokar III en 1164 puis duc de 1180. Lorsqu'il meurt sans héritier, la Styrie échoit à la maison de Babenberg.

## Biographie
Ottokar IV et le fils du margrave Ottokar III de Styrie († 1164) et de son épouse Cunégonde de Cham-Vohburg († 1184). Sa famille, descendants d'Ottokar († 1075), comte bavarois en Chiemgau, gouvernait le margraviat de Styrie depuis l'an 1056. Les margraves résidaient à la forteresse de Steyr qui a donné son nom à la marche. Le père d'Ottokar IV a fait l'unité de la Styrie qui avait éclaté en plusieurs comtés et a établi sa résidence à Graz.
Après la mort précoce de son père, sa mère exerça la régence jusqu'à sa majorité. Dans les années 1170, Ottokar IV a fondé le château de Fürstenfeld pour protéger la frontière orientale avec le royaume de Hongrie le long de la rivière Feistritz. En 1180, il bénéficie de la chute de Henri le Lion et la nouvelle attribution de son duché de Bavière : l'empereur Frédéric Barberousse déclara la Styrie un duché au même titre et avec les mêmes droits que les autres États impériaux et conféra à Ottokar le titre de duc (Herzog).
Toutefois, Ottokar souffre de la lèpre encore incurable et il ne laisse aucun héritier. Au vu de cette situation, il décida ainsi de  conclure un contrat de succession avec son voisin au nord, Léopold V de Babenberg, duc d'Autriche. Le 17 août 1186 à Enns, il signe le traité de Georgenberg selon lequel la Styrie doit revenir au duc Léopold et son fils Frédéric, étant entendu que la Styrie devrait par conséquent être gouvernée en union personnelle avec le duché d'Autriche. 
À la mort d'Ottokar IV en 1192, son duché passe à la maison de Babenberg en Autriche. À la diète de Worms le 24 mai, l'empereur Henri VI assigna la Styrie à Léopold V et Frédéric. La liaison permanente des deux pays construit la base qui donna naissance aux territoires héréditaires des Habsbourg vers la fin du XIIIe siècle.